# Empyrean Isles
Empyrean Isles je četrti studijski album ameriškega jazzovskega pianista Herbieja Hancocka, ki je bil posnet 17. junija 1964, izšel pa je konec leta 1964 pri založbi Blue Note Records. Album vsebuje sve njegovi najpopularnejši skladbi »One Finger Snap« in »Cantaloupe Island«.

## Pregled
Duke Pearson je v originalnih notranjih opombah zapisal: »To je album kvarteta za trobento in ritem sekcijo. V tej okoliščini je ustvarjen problem za skladatelja-aranžerja, saj manjka instrument, ki bi podpiral nižji, bogatejši register, kot je tenorski saksofon, kar se sliši v plitkem zvoku. Herbie Hancock, ki je skomponiral in aranžiral vse skladbe, je skladbe napisal tako, da zvenijo bolj kot improvizacije kot melodije ansambla zato, da ne bi pogrešal topline in polnosti melodije. Proste skice so bile ustvarjene na tak način, da je vsakemu instrumentu na voljo velika fleksibilnost interpretacije. V številnih primerih ni melodične linije, ki bi pokrivala akorde ali atonalne clustre, da bi lahko trobentač podpiral želeno melodijo.«
Bob Blumenthal pa je v notranjih opombah izdaje iz 1999 zapisal: »Če bi nekdo naročil program, ki raziskuje štiri različna področja jazzovskega izraza z enakim sijajem, ne bi mogli opraviti bolje kot z Empyrean Isles. Zdi se kot da bi Hancock želel predstaviti 'spremembe' modalnega, funk in svobodnega igranja ter prikazati vsakega na vrhu.«
Album je posnel Rudy Van Gelder, produciral pa Alfred Lion.

## One Finger Snap
Kompozicija predstavlja kratko melodijo, igrano v unisonu, sledi pa ji progresija akordov brez zapisane melodije, ki gre takoj v improvizacijo.

## Sprejem
Stephen Thomas Erlewine je v recenziji za spletni portal AllMusic zapisal: »Pri Empyrean Isles se je Hancock vrnil k hard bopu, vendar so rezultati vse prej kot običajni. Sodelovanje s kornetistom Freddiejem Hubbardom, basistom Ronom Carterjem in bobnarjem Tonyjem Williamsom - triom, ki je bil tako mlad in pustolovski kot on sam - Hancocka potiska k mejam hard bopa in odkritju briljantno evokativnega ravnovesja med tradicionalnim bopom, soul figurami in eksperimentalnim, post-modalnim jazzom.«

## Seznam skladb
Avtor vseh skladb je Herbie Hancock.
| Št. | Naslov              | Dolžina |
| --- | ------------------- | ------- |
| 1.  | „One Finger Snap‟   | 7:20    |
| 2.  | „Oliloqui Valley‟   | 8:28    |
| 3.  | „Cantaloupe Island‟ | 5:32    |
| 4.  | „The Egg‟           | 14:00   |

| Dodatni skladbi na izdaji iz 1999 | Dodatni skladbi na izdaji iz 1999         | Dodatni skladbi na izdaji iz 1999 |
| Št.                               | Naslov                                    | Dolžina                           |
| --------------------------------- | ----------------------------------------- | --------------------------------- |
| 5.                                | „One Finger Snap‟ (alternativni posnetek) | 7:37                              |
| 6.                                | „Oliloqui Valley‟ (alternativni posnetek) | 10:47                             |

## Zasedba
- Herbie Hancock − klavir
- Freddie Hubbard − kornet
- Ron Carter − bas
- Tony Williams − bobni